# Bataille de L'Écluse (1385)
 (février 2018).
Si vous disposez d'ouvrages ou d'articles de référence ou si vous connaissez des sites web de qualité traitant du thème abordé ici, merci de compléter l'article en donnant les références utiles à sa vérifiabilité et en les liant à la section « Notes et références ».
Pour les articles homonymes, voir Bataille de L'Écluse.
Guerre de Cent Ans
Batailles
La bataille de L'Écluse a lieu en mai 1385 pendant la guerre de Cent Ans. L'amiral français Jean de Vienne dégage au cours de cet affrontement le port flamand de L'Écluse, soumis à un blocus anglais qui tente d'empêcher un débarquement français en Angleterre.

## La reprise des hostilités entre la France et l'Angleterre
Le 1er mai 1385, la trêve conclue entre l'Angleterre et la France à Leulinghem l'année précédente expire. Craignant un débarquement français en Angleterre, le roi Richard II ordonne à sa marine de bloquer le port flamand de L'Écluse, où est stationnée la flotte française. Richard a des raisons de redouter la marine française car, depuis 1377, les raids français le long de la côte anglaise se sont multipliés. Ainsi, la Manche repasse sous contrôle français.
Charles VI de France, désormais majeur, cherche à porter la guerre sur le sol anglais. Il organise un double débarquement en Angleterre. D'abord, l'amiral Jean de Vienne décide de débarquer en Écosse afin de prendre à revers les troupes anglaises. La France et l'Écosse sont unies depuis 1295 par une alliance défensive contre l'Angleterre : il s'agit de la Auld Alliance. Un autre débarquement doit avoir lieu dans le sud de l'Angleterre sous le commandement du connétable Olivier V de Clisson.

## Déroulement de la bataille
Le 12 mai, la flotte française à destination de l'Écosse est entièrement rassemblée au port de L'Écluse. Les vents contraires empêchent les Français d'embarquer. À l'inverse, la flotte anglaise a été poussée en direction de L'Écluse grâce à la direction Nord-Ouest du vent. L'amiral Jean de Vienne doit donc livrer bataille pour dégager la mer du Nord de toute patrouille anglaise qui puisse l'intercepter avant qu'il ne rejoigne l'Écosse. Il décide d'ajouter sept canons à son artillerie afin d'écraser les Anglais.
Un événement inattendu va alors faire basculer l'affrontement en faveur des Français. La nuit du 12 au 13 mai, certains navires prussiens constituant la flotte anglaise désertent leurs alliés et se dirigent discrètement vers la flotte de Jean de Vienne. Les marins anglais à bord de ces navires sont rapidement neutralisés. Arrachant leurs pavillons anglais, ils décident de porter la fleur de lys française. En apprenant cette trahison, l'amiral anglais Thomas Percy ordonne à ses hommes de s'emparer des six autres navires prussiens restés avec eux.
Cette désertion prussienne ne décourage pourtant pas Percy, qui procède les 13 et 14 mai au verrouillage du Zwin, bras de mer. Déterminé à franchir l'embouchure du Zwin, Jean de Vienne rassemble toutes ses voiles et les jette sur la flotte anglaise. Celle-ci, surprise, n'arrive pas à repousser l'assaut, malgré un bombardement au brûlot. Après un combat acharné de plusieurs heures, les Anglais battent en retraite. Ils se rendent à l'embouchure de la Tamise pour empêcher les Français de mener un raid sur Londres.

## Suites
Le 20 mai, Jean de Vienne embarque pour l'Écosse. Son voyage se déroule sans problème puisque les Anglais se sont réfugiés à Londres. La mer du Nord est sécurisée par la flotte française. La flotte française débarque à Leith et Dunbar. Après maintes négociations, Jean de Vienne persuade ses alliés de le rejoindre dans son invasion de l'Angleterre. Début juillet 1385, il envahit l'Angleterre et assiège Wark.